# Louis-Heinz Kettler
Louis-Heinz Kettler (* 13. Dezember 1910 in Halle (Saale); † 21. Oktober 1976 in Berlin) war ein deutscher Pathologe.

## Leben und Wirken
Nach dem Abitur studierte Louis-Heinz Kettler von 1929 bis 1934 Medizin an der Universität Halle und wurde 1935 mit einer Arbeit über Entwicklungsstörungen des Herzens zum Dr. med. promoviert. 1936 diente er freiwillig bei der Kriegsmarine. Anschließend war er 1936–1937 Volontärarzt an der Berliner Charité. Am 22. Juli 1937 beantragte er die Aufnahme in die NSDAP und wurde rückwirkend zum 1. Mai desselben Jahres aufgenommen (Mitgliedsnummer 4.227.433). Von 1937 bis 1943 war er Assistenzarzt an der Universität Halle und nach seiner Habilitation mit der Arbeit „Resorptive Leistungen der Lymphknoten unter normalen und krankhaften Verhältnissen“ ab 1943 bis 1948 Dozent und Oberarzt an der Universitätsklinik in Halle. Unterbrochen wurde diese Tätigkeit durch seinen Dienst als Arzt in verschiedenen Rängen bei der Kriegsmarine 1939–1944. Nach dem Zweiten Weltkrieg wurde er Mitglied der SED. Im November 1948 wurde er Professor mit vollem Lehrauftrag für pathologische Anatomie an der Universität Halle. Im März 1951 erhielt er einen Ruf an die Humboldt-Universität zu Berlin, wo er ab 1953 bis zu seiner Emeritierung 1976 Direktor des Instituts für Pathologie der Charité war.
Kettler wurde 1961 zum korrespondierenden und 1964 zum ordentlichen Mitglied der Deutschen Akademie der Wissenschaften zu Berlin gewählt. 1964 erhielt er den Nationalpreis der DDR III. Klasse „für seine wissenschaftlichen Arbeiten, insbesondere auf dem Gebiet der Pathologie der Leber, und für seinen hervorragenden Anteil bei dem Ausbau des Pathologischen Instituts der Charité zu einer modernen Forschungs- und Ausbildungsstätte“. Er war Herausgeber und Koautor mehrerer Lehrbücher über Pathologie.